# Gonypetella infumata
Gonypetella infumata är en bönsyrseart som beskrevs av Henri Saussure 1872. Gonypetella infumata ingår i släktet Gonypetella och familjen Mantidae. Inga underarter finns listade i Catalogue of Life.